# フルコース
フルコース（英: full course）とは、西洋料理の正餐で供される一連の料理。順番は以下の通りとなる。
1. 前菜
2. スープ
3. 魚料理
4. 肉料理（ロースト以外のもの）
5. ソルベ（口休めとして[3]）
6. ローストの肉料理
7. 生野菜
8. 甘味
9. 果物
10. コーヒー

なお、前菜やソルベを省いたり、肉料理を一種にする場合もある。
現代のフランス料理などでは、料理が一品ごと順序立てて供される。これは元々フランスで行われていたものであったが一時期絶え、後に帝政ロシアの政治家・外交官のアレクサンドル・クラーキンが温かい料理を徐々に出して行くロシア式サービス（時間差フルコース）を紹介したことで改めて行われるようになったとされる。
「フルコース」という語は比喩として西洋料理以外にも使われたり（例：松茸のフルコース）、さらには料理以外のジャンルでも使われることがある（例：筋力トレーニングのフルコース）。